# Singing Bird
Singing Bird – piąty album studyjny japońskiego piosenkarza Kōshiego Inaby, wydany 21 maja 2014 roku. Ukazał się w dwóch edycjach: regularnej CD i limitowanej CD+DVD. Osiągnął 1 pozycję w rankingu Oricon i pozostawał na liście przez 13 tygodni, sprzedał się w nakładzie 107 551 egzemplarzy.
Album zdobył status złotej płyty.

## Lista utworów
| CD  |                                              |      |
| Nr  | Tytuł                                        | Czas |
| 1.  | „Jimmy no asa” (jap. ジミーの朝 Jimī no asa) | 3:24 |
| 2.  | „oh my love”                                 | 4:33 |
| 3.  | „Cross Creek”                                | 3:19 |
| 4.  | „Golden Road”                                | 4:12 |
| 5.  | „Nakinagara” (jap. 泣きながら)               | 4:28 |
| 6.  | „Stay Free”                                  | 4:09 |
| 7.  | „Bicycle Girl”                               | 3:43 |
| 8.  | „Kodoku no susume” (jap. 孤独のススメ)       | 4:02 |
| 9.  | „Tomoyo” (jap. 友よ)                         | 3:59 |
| 10. | „photograph”                                 | 5:14 |
| 11. | „Route 53” (jap. ルート53 Rūto 53)           | 4:58 |
| 12. | „Nensho” (jap. 念書)                         | 3:15 |
| DVD |                                              |      |
| Nr  | Tytuł                                        | Czas |
| 1.  | „oh my love” (teledysk)                      |      |
| 2.  | „Nensho” (jap. 念書) (teledysk)              |      |
| 3.  | „Nakinagara” (jap. 泣きながら) (teledysk)    |      |
| 4.  | „Stay Free” (teledysk)                       |      |

## Notowania
| Lista                                    | Pozycja |
| ---------------------------------------- | ------- |
| Oricon Weekly Albums Chart               | 1       |
| Oricon Yearly Albums Chart               | 39      |
| Billboard JAPAN Top Album Sales          | 2       |
| Billboard JAPAN Top Album Sales Year End | 39      |